# Кассерин (вилайет)
Ка́ссерин, Касерин (араб. ولاية القصرين‎) — вилайет в Тунисе.
- Административный центр — город Кассерин (Касерин).
- Площадь — 8 066 км², население — 422 900 человек (2007 год).

## География
На севере граничит с вилайетом Эль-Кеф, на северо-востоке с вилайетом Сильяна, на востоке с вилайетом Сиди-Бу-Зид, на юге с вилайетом Гафса, на западе с Алжиром.
На территории вилайета находятся национальный парк Джебель-Шамби с самой высокой горой Туниса Шамби 1544 м и римские развалины в Хайдре.

## Административное деление
Вилайет Касерин делится на 13 округов:
- Эль-Аюн (El Ayoun)
- Эззухур (Ezzouhour)
- Фериана (Fériana)
- Фусана (Foussana)
- Хайдра (Haïdra)
- Хасси-эль-Ферид (Hassi El Ferid)
- Джедельен (Jedelienne)
- Северный Касерин (Kasserine Nord)
- Южный Касерин (Kasserine Sud)
- Бордж-Маджин-Бу-эль-Аббес (Majel Bel Abbès)
- Сбейтла (Sbeïtla)
- Сбиба (Sbiba)
- Тала (Thala)